# Peucedanum rapiferum
Peucedanum rapiferum är en flockblommig växtart som beskrevs av Ernst Rudolf von Trautvetter. Peucedanum rapiferum ingår i släktet siljor, och familjen flockblommiga växter. Inga underarter finns listade i Catalogue of Life.